# Garrick Hagon
Garrick Hagon (Londra, 27 settembre 1939) è un attore britannico.

## Biografia
Nasce a Londra e si trasferisce da bambino in Canada, a Toronto. Recita con Alec Guinness nel Riccardo III di William Shakespeare, allo "Stratford Festival of Canada", che frequenta per sette anni conquistando nel 1963 il Tyrone Guthrie Award.
Dal 1965 è sposato con l'attrice Liza Ross da cui ha avuto due figli.
Nel corso della sua carriera ha interpretato oltre 100 film, dalla sua prima apparizione nel 1961 in The Hired Gun.

## Filmografia parziale

### Cinema
- The Hired Gun, regia di Lindsay Shonteff (1961)
- Guerre stellari (Star Wars), regia di George Lucas (1977)
- La spia che mi amava (The Spy Who Loved Me), regia di Lewis Gilbert (1977)
- Grido di libertà (Cry Freedom), regia di Richard Attenborough (1987)
- Batman, regia di Tim Burton (1989)
- La cosa degli abissi (The Rift), regia di Juan Piquer Simón (1990)
- Balto, regia di Simon Wells (1995) - voce
- Mission: Impossible, regia di Brian De Palma (1996)
- Spy Game, regia di Tony Scott (2001)
- Cambridge Spies, regia di Tim Fywell – miniserie TV (2003)
- Amori in corsa (Chasing Liberty), regia di Andy Cadiff (2004)
- La fabbrica di cioccolato (Charlie and the Chocolate Factory), regia di Tim Burton (2005)
- Shadow Man - Il triangolo del terrore (Shadow Man), regia di Michael Keusch (2006)
- The Commander (Second in Command), regia di Simon Fellows (2006)
- Red Lights, regia di Rodrigo Cortés (2012)
- The Expatriate - In fuga dal nemico (Erased), regia di Philipp Stölzl (2012)
- Red 2, regia di Dean Parisot (2013)
- Conclave, regia di Edward Berger (2024)

### Televisione
- I rangers della foresta (The Forest Rangers) – serie TV, episodio 2x24 (1964)
- L'avventuriero (The Adventurer) – serie TV, 11 episodi (1972-1973)
- Il ritorno di Simon Templar (Return of the Saint) – serie TV, episodio 1x04 (1978)
- Un omicidio programmato (A Talent for Murder), regia di Alvin Rakoff – film TV (1984)
- Delitto di stato (Fatherland), regia di Christopher Menaul – film TV (1994)

## Doppiatori italiani
Nelle versioni in italiano delle opere in cui ha recitato, Garrick Hagon è stato doppiato da:
- Gil Baroni in Guerre stellari[1]
- Alvaro Piccardi in Giulio Cesare
- Giancarlo Prete in Enrico V
- Gioacchino Maniscalco in Un omicidio programmato
- Roberto Chevalier in Grido di Libertà
- Carlo Valli in Batman
- Emilio Cappuccio in Delitto di stato
- Paolo Lombardi in Amori in corsa
- Cesare Barbetti in Shadow Man - Il triangolo del terrore
- Gianluca Iacono in The Commander
- Dario Penne in Rin Tin Tin
- Pietro Biondi in The Expatriate - In fuga dal nemico
- Ugo Maria Morosi in Red 2
- Oliviero Dinelli in Lo straordinario mondo di Gumball[2]
- Francesco Prando in Giulio Cesare (ridoppiaggio)
- Christian Iansante in Enrico V (ridoppiaggio)